# Conotrachelus nivosus
Conotrachelus nivosus – gatunek chrząszcza z rodziny ryjkowcowatych.

## Zasięg występowania
Ameryka Północna, występuje na Wielkich Równinach aż po Góry Skaliste.